# Prostitución en Tanzania
La prostitución en Tanzania es ilegal pero está muy extendida. ONUSIDA calculó en 2016 que había 155.450 prostitutas en el país. Muchas mujeres y niñas se ven obligadas a prostituirse debido a la pobreza, la falta de oportunidades laborales, la cultura y la desintegración de la unidad familiar.
El tráfico sexual y la prostitución infantil son problemas importantes en Tanzania.
El país es un destino para el turismo sexual, incluido el turismo sexual femenino e infantil, especialmente en los centros turísticos costeros y en Zanzíbar.

## Turismo sexual
Tanzania es un destino popular para el turismo sexual, especialmente en Arusha, Bagamoyo y las islas de Mafia y Pemba. Muchos de los turistas son italianos.
Zanzíbar también es un destino para el turismo sexual femenino. Muchos de los "chicos de la playa" no son de Zanzíbar. Hay algunos agentes que ofrecen vacaciones en la isla, incluida una "guía" exclusiva. La mayoría de las mujeres proceden de Europa o Norteamérica.
El turismo sexual infantil es un problema, sobre todo en los centros turísticos costeros y en la frontera con Kenia. Aunque algunos de los niños son víctimas de la trata, otros recurren a la prostitución debido a la pobreza.

## VIH
Tanzania se enfrenta a una epidemia de VIH madura y generalizada. En 2011, se estimaba que 1,6 millones de tanzanos vivían con el VIH/Sida. Se calcula que 1 de cada 20 residentes en la capital, Dar es Salaam, y 1 de cada 3 trabajadores del sexo están infectados por el virus del VIH. A escala nacional, el 28 % de los trabajadores del sexo y el 4,7 % de todos los adultos están infectados.
Los informes muestran que el número de casos de VIH y Sida está aumentando a un ritmo alarmante en Zanzíbar. Se cree que a esto se suma el gran número de turistas que entran en Zanzíbar y alimentan la demanda de prostitutas.

## Tráfico sexual
Tanzania es un país de origen, tránsito y destino de hombres, mujeres y niños víctimas del tráfico sexual. La trata interna es más frecuente que la transnacional y suele estar facilitada por familiares, amigos o intermediarios de las víctimas que ofrecen ayuda para la educación o la obtención de empleo en zonas urbanas. Los niños empobrecidos del interior rural siguen siendo los más vulnerables a la trata. 
Las niñas son explotadas en el tráfico sexual, sobre todo en los centros turísticos y a lo largo de la frontera con Kenia. Informes anteriores de los medios de comunicación indican que las niñas son objeto de tráfico sexual en China. Los nacionales tanzanos son a veces objeto de tráfico sexual en otros países africanos, Oriente Medio, Europa, Asia y Estados Unidos. 
Víctimas de la trata procedentes de otros países, en particular niños y niñas de Burundi, Ruanda y Kenia, así como adultos de India, Nepal y Yemen, son objeto de tráfico sexual. Los ciudadanos de los países vecinos pueden transitar por Tanzania antes de ser sometidos al tráfico sexual en Sudáfrica, Europa u Oriente Medio.
En 2017, la Oficina de Vigilancia y Lucha contra la Trata de Personas del Departamento de Estado de los Estados Unidos clasificó a Tanzania como país de "nivel 2".